# Michael Ignatieff
Michael Grant Ignatieff (Toronto, 12 maggio 1947) è un politico canadese, leader del Partito Liberale del Canada dal 10 dicembre 2008 al 3 maggio 2011 e parlamentare dal 6 febbraio 2006 al 3 maggio 2011.

## Biografia
Nato a Toronto, Ontario, Canada, il 12 maggio 1947, figlio di un padre emigrato russo e di una madre canadese, Ignatieff è stato Senior Research Fellow presso il King's College di Cambridge e, nel corso della sua carriera, ha insegnato in alcune delle più importanti università del mondo anglosassone, tra le quali si annoverano Harvard, Cambridge, Oxford, l'Università della California, l'Università di Londra e la London School of Economics.
Terminati gli studi all'Upper Canada College di Toronto, Igniatieff ha conseguito un Bachelor of Arts in storia al Trinity College dell'Università di Toronto. Mentre era studente all'Università di Toronto, è stato un reporter part-time per The Globe and Mail nel 1964-65.
Dal 2016 al 2021, Ignatieff è stato Rettore della Central European University di Budapest e (dal 2019) di Vienna. Nel 2024, è stato insignito del Premio Principessa delle Asturie per le Scienze Sociali.

### Politica dei diritti umani
Nel 2000, Ignatieff ha accettato l'incarico di direttore del Carr Center for Human Rights Policy presso la Harvard Kennedy School. L'influenza di Ignatieff sulla politica continuò a crescere, contribuendo a preparare il rapporto The Responsibility to Protect per la International Commission on Intervention and State Sovereignty (ICISS) con Gareth Evans. Questo rapporto esaminava il ruolo del coinvolgimento internazionale in Kosovo e Ruanda e sosteneva un quadro per l'intervento umanitario nelle future crisi umanitarie. Nel 2000 ha tenuto le Massey Lectures, intitolate The Rights Revolution, che sono state pubblicate in stampa nello stesso anno. Alla fine ha partecipato in qualità di leader al World Economic Forum di Ginevra.
Il 2001 ha segnato gli Attentati dell'11 settembre 2001 negli Stati Uniti, rinnovando l'interesse accademico per le questioni di politica estera. Il testo di Ignatieff sulle politiche interventiste occidentali e la costruzione della nazione, Virtual War: Kosovo and Beyond, gli è valso il Premio Orwell nel 2001. L'approccio interventista di Ignatieff lo ha portato a sostenere l'invasione dell'Iraq del 2003. Secondo Ignatieff, gli Stati Uniti avevano il dovere di spodestare il presidente iracheno Saddam Hussein nell'interesse della sicurezza internazionale e dei diritti umani. Ignatieff accettò l'argomentazione di George W. Bush secondo cui il contenimento attraverso sanzioni e minacce non avrebbe impedito a Saddam Hussein di vendere armi di distruzione di massa ai terroristi internazionali. Ignatieff credeva erroneamente che quelle armi fossero ancora in fase di sviluppo in Iraq.

### Carriera politica
Nel 2004, il liberale Alfred Apps, Ian Davey (figlio del senatore Keith Davey) e l'avvocato Daniel Brock, si recarono a Cambridge, nel Massachusetts, per convincere Ignatieff a ritornare in Canada e correre per la Camera dei Comuni del Canada, e a considerare una possibile candidatura alla leadership liberale nel caso in cui Paul Martin si fosse ritirato. Ignatieff aveva impressionato a tal punto Keith Davey che, durante una conferenza all'Università di Toronto, disse a un amico di aver visto nell'autore la stoffa di un primo ministro. Nel gennaio 2005, come risultato degli sforzi di Apps, Brock e Davey, la stampa speculò che Ignatieff avrebbe pouto essere un candidato di punta per i liberali e possibilmente un candidato per succedere al primo ministro Paul Martin, il leader del Partito Liberale del Canada al governo. Ignatieff ha ricevuto diversi endorsement di alto profilo per la sua candidatura. La campagna fu guidata dal senatore David Smith, che era stato uno degli organizzatori di Jean Chrétien, Ian Davey, Daniel Brock, Alfred Apps e l'avvocato di Toronto Paul Lalonde, figlio di Marc Lalonde.
Il 2 maggio 2009, Ignatieff è stato ufficialmente approvato come leader del Partito Liberale dal 97% dei delegati alla convention del partito a Vancouver, nella Columbia Britannica.
Il 3 maggio 2011, Ignatieff ha annunciato che si sarebbe dimesso da leader del partito in attesa della nomina di un leader ad interim; le dimissioni sono entrate in vigore il 25 maggio, quando Bob Rae è stato nominato sostituto ad interim di Ignatieff.

### Posizioni politiche
Ignatieff ha sostenuto che le società occidentali devono accettare "mali minori" come la detenzione a tempo indeterminato dei sospetti, omicidi mirati e guerre preventive al fine di combattere il "grande male" del terrorismo, ma devono rafforzare le loro istituzioni democratiche per evitare che questi "mali minori" diventino pericolosi quanto i pericoli che dovrebbero evitare.

### Vita privata
Ignatieff è sposato con l'ungherese Zsuzsanna M. Zsohar e ha due figli, Theo e Sophie, dal suo primo matrimonio con Susan Barrowclough. Ha un fratello minore, Andrew, che ha collaborato alla campagna di Ignatieff. Anche se dice di non essere religioso, Ignatieff è stato cresciuto in una famiglia ortodossa russa e occasionalmente frequenta le funzioni religiose con la famiglia. Non si descrive né come ateo né come "credente".

## Opere

### Romanzi
- (EN) Asya, Penguin Group, 1992, ISBN 978-0-14-015727-7.
- (EN) Scar Tissue, Farrar, Straus and Giroux, 1994, ISBN 9780374527693.
- (EN) Charlie Johnson in the Flames, Grove/Atlantic, Inc., 2007, ISBN 9781555846534.

### Saggi
- (EN) A just measure of pain, Londra, Macmillan, 1978, ISBN 978-0-333-25808-8, OCLC 1117173777.
- (EN) Con Istvan Hont, Wealth and virtue: the shaping of political economy in the Scottish enlightenment, Cambridge, Cambridge University Press, 1983, ISBN 978-0-521-23397-2.
- (IT) Album russo. Una saga familiare tra rivoluzione, guerra civile ed esilio, collana Intersezioni, traduzione di G. Scatasta, Il Mulino, 1993, ISBN 9788815040930.
- (IT) Impero light. Dalla periferia al centro del nuovo ordine mondiale, collana Le sfere, Carocci, 2003, ISBN 9788843026876.
- (IT) Isaiah Berlin. Ironia e libertà, collana Quality paperbacks, Carocci, 2003, ISBN 9788843025114.
- (EN) The lesser evil: political ethics in an age of terror; the Gifford lectures, Edimburgo, Edinburgh Univ. Press, 2004, ISBN 978-0-7486-1872-9, OCLC 314196921.
- (EN) American exceptionalism and human rights, Princeton, Princeton Univ. Press, 2005, ISBN 978-0-691-11648-8, OCLC 238647594.
- (EN) True patriot love: four generations in search of Canada, Toronto, Viking Canada, 2009, ISBN 978-0-670-06972-9, OCLC 318233059.
- (EN) Fire and ashes: success and failure in politics, Random House of Canada, 2015, ISBN 978-0-345-81327-5, OCLC 833553292.
- (EN) The ordinary virtues: moral order in a divided world, Cambridge, Harvard University Press, 2017, ISBN 978-0-674-97627-6, OCLC 1055003756.
- (IT) Sulla consolazione. Trovare conforto nei tempi bui, collana Cultura e storia, Vita e Pensiero, 2022, ISBN 9788834350447.

### Articoli giornalistici
- (EN) Michael Ignatieff, The Meaning of Diana, in Prospect, 23 ottobre 1997.
- (EN) Michael Ignatieff, Bush's First Strike, in New York Review of Books, 29 marzo 2001.
- (EN) Michael Ignatieff, Is the Human Rights Era Ending?, in New York Times, 5 febbraio 2002.
- (EN) Michael Ignatieff, Intervention and State Failure, in Dissent, Inverno 2002.
- (EN) Michael Ignatieff, The Burden, in New York Times Magazine, 5 gennaio 2003.

## Riconoscimenti
- 2019 - Premio Dan David nella categoria Difendere la democrazia.